# イン・ザ・ネイビー
『イン・ザ・ネイビー』（原題：Down Periscope）は、デヴィッド・S・ウォード監督による1996年3月1日公開のアメリカ映画。退役した老朽潜水艦に回された、アメリカ海軍のはみ出し者たちの活躍を描いた戦争コメディ映画。
原題は1959年公開の戦争映画『潜望鏡を上げろ』（Up Periscope）のパロディで、1996年4月20日の初公開時の邦題も『潜望鏡を上げろ』であった。VHSでのソフト化にあたって『イン・ザ・ネイビー』と改題された。

## ストーリー
トーマス・ドッジ海軍少佐は、潜水艦の指揮官としての十分な素質を持ちながら、その型破りな性格ゆえに2度も艦長になる機会を逃していた。しかし、ある日、彼の元に大西洋艦隊司令部から通知が届く。ついに、彼は念願の艦長に昇格できたのだ。
しかし、グラハム提督に案内されてその艦を見ると、彼が指揮することになったのは、念願の原子力潜水艦ではなく、ディーゼルエンジンを搭載する旧式のバラオ級潜水艦スティングレーで、それも、見た目はボロボロで廃艦寸前という有様だった。
この状況にドッジはノーフォーク海軍基地のウィンズロー提督へ直訴に赴くが、ウィンズロー提督は、衛星写真からロシアが旧ソ連時代の潜水艦（つまりはディーゼル式潜水艦）を、イラン、リビアなどに叩き売っている状況を説明し、実際にディーゼル式潜水艦と戦う状況を再現した模擬演習の必要性を海軍司令部に訴えていた。
そこで、ウィンズローは、アメリカ海軍のロサンゼルス級原子力潜水艦オーランドをはじめとする最新鋭潜水艦艦隊を相手に、ディーゼル式潜水艦がどれだけ戦えるかを目的として、また、ドッジが優秀な戦略家であることを見込んで、彼をスティングレーの艦長に就任させた。模擬演習のルートは、ノーフォークから出港して、チャールストン港を「攻撃」、それから再びノーフォーク港へ戻り、最終目標であるダミー船を撃沈すること。ダミー船を撃沈できれば、ドッジは今度こそ、原子力潜水艦の艦長になれるが、そうでなければ、デスクワークか、海軍を辞めることになってしまう。
そして、スティングレーのクルーには、ドッジと同じように、海軍のはみ出し者が揃った。彼らはスティングレーのオーバーホールを終えると、模擬演習へと船出するのだが……。

## キャスト
※括弧内は日本語吹替
- ドッジ艦長 - ケルシー・グラマー（屋良有作）
- エミリー - ローレン・ホリー（金野恵子）
- マーティ - ロブ・シュナイダー（家中宏）
- ハワード - ハリー・ディーン・スタントン（田原アルノ）
- グラハム提督 - ブルース・ダーン（伊井篤史）
- ノックス - ウィリアム・H・メイシー（福田信昭）
- ウィンズロー提督 - リップ・トーン（筈見純）
- バックマン - ケン・ハドソン・キャンベル（茶風林）
- ニトロ - トビー・ハス
- ジャクソン - デュアン・マーティン
- スポッツ - ジョナサン・ペナー
- ステパネック - ブラッドフォード・テイタム（矢尾一樹）
- ソナー - ハーランド・ウィリアムズ

## スタッフ
- 監督 - デヴィッド・S・ウォード
- 製作 - ロバート・ローレンス
- 原案 - ヒュー・ウィルソン
- 脚本 - ヒュー・ウィルソン、アンドリュー・カーツマン、エリオット・ウォード
- 撮影 - ヴィクター・ハマー
- 音楽 - ランディ・エデルマン
- 衣裳 - ルーク・レイチェル
- 美術 - マイケル・コレンブリス
- 日本語字幕翻訳 - 松浦美奈
- 日本語吹替翻訳 - 植田尚子